# Физиологические итерации
Физиологические итерации (лат. iteracio — повторение) — повторения детьми некоторых звуков или слогов, обусловленные возрастными несовершенствами деятельности слухового и речедвигательных анализаторов в период формирования речи в дошкольном возрасте.
Чешский ученый М. Зееман считал, что итерации начинают проявляться ещё в стадии «агукания», а затем в стадии появления первых самостоятельных слов. Однако преобладает точка зрения, что у большинства детей (в 80 % случаев) итерации наиболее ярко проявляются в период формирования фразовой речи. Ф. А. Рау также говорил о подобных явлениях детской речи, отмечая их как персеверации (застревания). Причину этих явлений он видит в том, что у дошкольников слуховые и кинестетические образы многих слов ещё недостаточно четки. А нечеткость словесных образов приводит к ошибочному их воспроизведению. Вот почему речь детей содержит много повторений, неточностей, перестановок.
Физиологические итерации относятся к числу возрастных нарушений темпо-ритмической стороны устной речи и наиболее ярко они  проявляются в период формирования фразовой речи, то есть с 2 лет.
В речевом развитии детей отмечаются периоды, когда их нервная система испытывает большое напряжение. Физиологические запинки, повторения в речи ребёнка являются следствием того, что развитие мышления ребёнка опережает развитие его речевых возможностей, которые, в свою очередь, ограничены периодом формирования самой речи и её аппарата. А также выявляется значительное несоответствие между пока ещё недостаточно оформленным речевым дыханием и психической возможностью произнесения сложных фраз. Психическая сторона речи в этот период опережает возможности её моторной реализации.
В период формирования речи отмечается следующая её особенность: дети повторяют некоторые звуки или слоги. Причём сами они не замечают подобных явлений, и, следовательно, такие итерации не препятствуют нормальному речевому общению. К этому периоду ребёнок уже многое понимает, а ещё больше хочет знать. Вся его деятельность и общение с окружающими эмоционально насыщены. Все это приводит к тому, что речь ребёнка от 2 до 5 лет обычно полна различного рода повторами, перестановками, спотыканиями, хаотичностью, разбросанностью, нечёткостью звукопроизношения и фразового оформления и прочими несовершенствами.
Подобное состояние речи у детей является естественным на определённом этапе их развития. Постепенно благодаря постоянному речевому общению ребёнка с окружающими, их воспитательному воздействию в результате систематической речевой практики к 4-5 г. у детей полностью исчезают такие переходные явления, как итерации и другие несовершенства фонетики. А это означает, что в коре головного мозга ребёнка образовались четкие, прочные слуховые и кинестетические образы слов и словосочетаний. И в дальнейшем ребёнок оказывается в состоянии не только управлять работой своих речевых органов, но и контролировать её, а в случаях необходимости исправлять допущенные фонетические ошибки. Однако при нервной ослабленности ребёнка, других неблагоприятных факторах (болезни, травма, неправильные педагогические приемы) физиологические итерации могут задерживаться у ребёнка и в дальнейшем перейти в заикание.
Заикание внешне также выражается различными видами речевых запинок: многократные повторения, напряжённое произнесение отдельных звуков или звукосочетаний, внезапное прерывание речи молчанием, и разные совокупности этих проявлений. Большое количество итераций часто наблюдается у детей с невротической формой заикания, что нередко привлекает внимание окружающих. Но если в норме наибольшее количество итераций совпадает с интенсивным периодом формирования развернутой фразовой речи и ограничено во времени 2—3 месяцами, то у детей данной группы количество итераций может оставаться значительным на протяжении более длительного времени. Заикание возникает чаще всего остро на фоне развитой фразовой речи после перенесенной психической травмы (с 2 до 6 лет).
Физиологические итерации относятся к запинкам несудорожного характера.
Причины возникновения запинок несудорожного характера:
1. Неравномерное развитие мышления и речевых возможностей ребёнка. Речевые запинки здесь — результат возрастной недостаточности в координации мышления и речи или возрастных несовершенств речевого аппарата ребёнка, его словарного запаса, выразительных средств (физиологические запинки);
2. Задержки психофизического развития в результате перенесённых болезней, травм, неблагоприятной наследственности;
3. Недостатки речи: звукопроизношения, слово- и фразообразования;
4. Безудержно-быстрая, хаотическая речь;
5. Неблагоприятное речевое окружение.

Таким образом, итерации в детской речи вполне закономерное, естественное явление. Они и называются физиологическими потому, что ничего общего не имеют с патологией, а свойственны раннему периоду развития речи дошкольников.